# Операция «Карманные деньги»
«Карманные деньги» (англ. Pocket Money) — название операции ВМС США по минированию портов Северного Вьетнама в 1972 году во время Вьетнамской войны.

## Предыстория
Минирование портов Северного Вьетнама было впервые предложено американскими военными президенту США Джонсону в 1964 году. Осуществление этого плана позволило бы лишить Северный Вьетнам 85—90 % импорта. Однако план минирования был отклонён Джонсоном по политическим причинам, в первую очередь — из опасения резкой реакции СССР, особенно если в портах пострадают советские торговые суда.
Весной 1972 года Северный Вьетнам начал самое крупное наступление на юге с начала войны. После его первоначальных успехов и взятия северовьетнамскими войсками города Куангчи (столицы одноимённой провинции) президент Никсон отдал распоряжение заминировать гавани Северного Вьетнама.

## Ход операции
Операция «Карманные деньги» началась утром 8 мая 1972 года. Самолёты A-6 и A-7 под прикрытием истребителей и двух крейсеров выполнили минирование с воздуха главного северовьетнамского порта Хайфон. Мины были поставлены на активацию через пять дней, что позволяло иностранным судам безопасно покинуть гавань. К 12 мая в портах Хайфон, Камфа, Хонгай, Винь, Донгхой, Тханьхоа и других американской авиацией было выставлено 11 тысяч морских мин.

## Результат
Минирование портов привело к затруднениям в доставке в Северный Вьетнам гражданских грузов (военные грузы поставлялись по суше через Китай). СССР и Китай выразили протест в связи с минированием, однако операция не отразилась на визите Никсона в СССР в конце мая. По условиям Парижского соглашения (1973) США убрали установленные ими мины.